# كورت بلوخ
كورت بلوخ (بالإنجليزية: Kurt Bloch)‏ هو منتج أسطوانات وملحن أمريكي، ولد في 28 أغسطس 1960.

## وصلات خارجية
- كورت بلوخ على موقع IMDb (الإنجليزية)
- كورت بلوخ على موقع ميوزك برينز (الإنجليزية)
- كورت بلوخ على موقع ديسكوغز (الإنجليزية)
- كورت بلوخ على موقع قاعدة بيانات الفيلم (الإنجليزية)